# Matawai (stam)

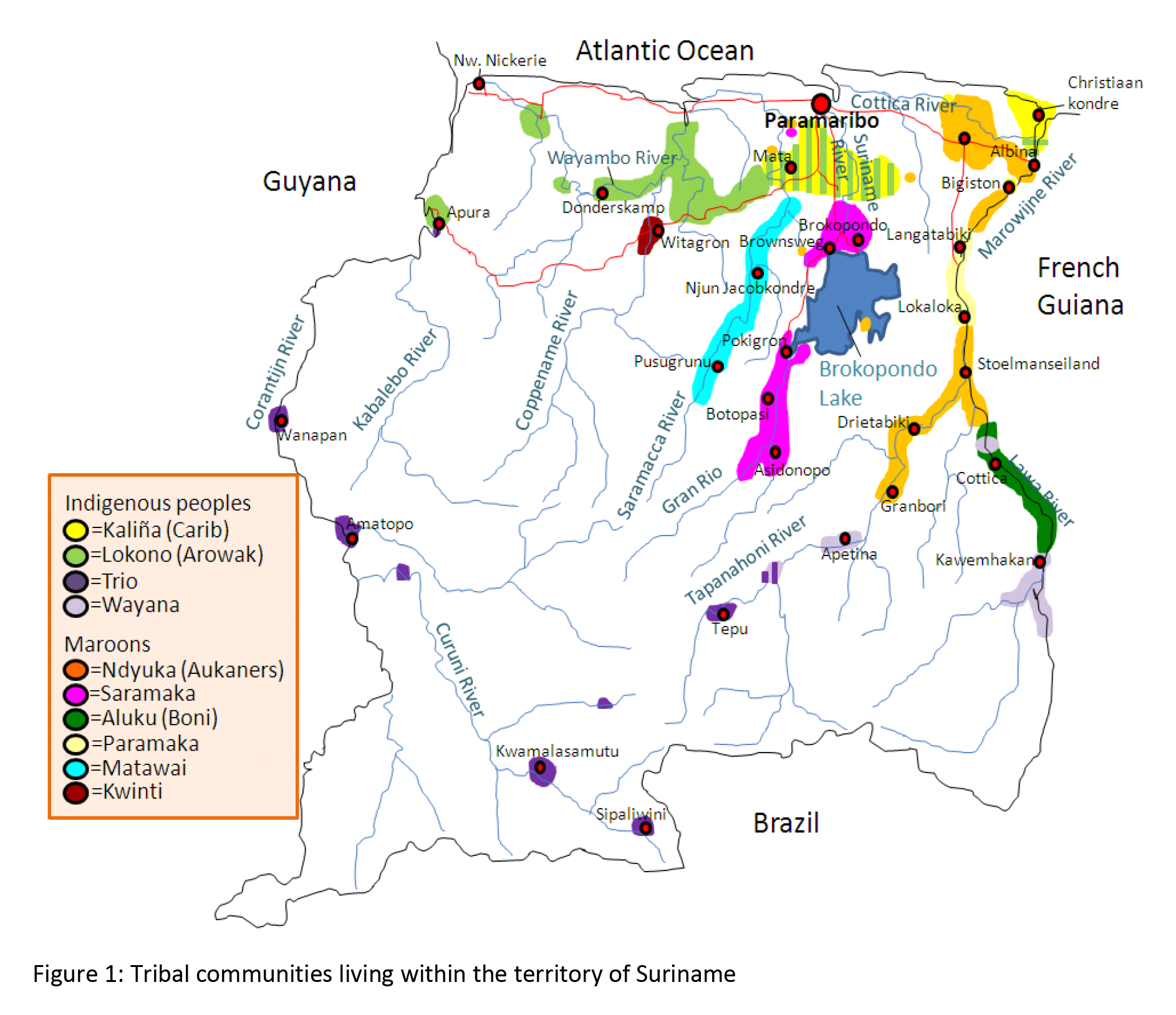
Spreiding van de inheemsen en marrons
Matawai in het turquoise (cyaan)

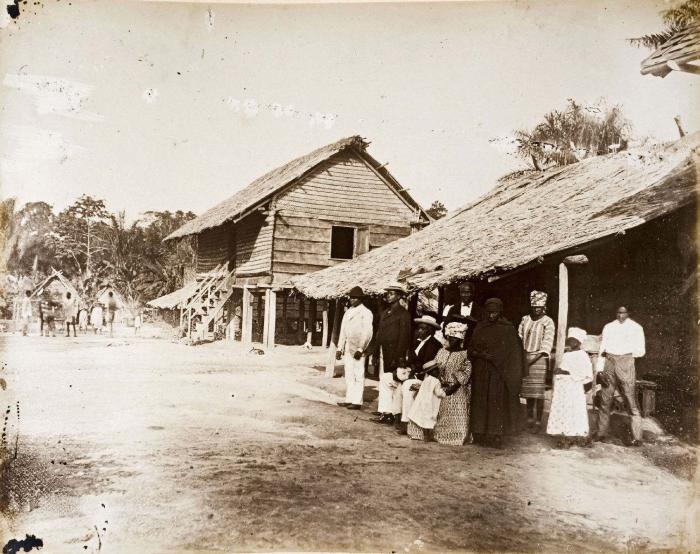
Het dorp Maripaston

De Matawai, ook geschreven als Matuari, Matawari en Matoewari, is een marron-stam in Suriname, levend in een twintigtal dorpen ten noorden van de plaats Kwakoegron aan de Saramaccarivier in Centraal-Suriname, maar relatief dicht naar de kuststrook toe. Hun taal heet eveneens het Matawai.
Nadat de Saramaccaners in 1762 vrede sloten met de koloniale overheid, scheidde een groep onder leiding van de kapiteins Beku en Musinga zich af. Om van hun overvallen op plantages gevrijwaard te blijven, werd in 1767 een apart vredesverdrag met de Matawai afgesloten en sindsdien worden zij als een afzonderlijke stam beschouwd.
Met de Kwinti die zich later in het gebied van de Matawai vestigden, vertroebelde de verhouding onder de granman van de Matawai, Noah Adrai, in de laatste decennia van de 19e eeuw. Verschillende mondeling overgeleverde vertellingen van de Matawai over de onderlinge conflicten en de gaan kunu (grand rancune, grote wraakgeest, de grote erfzonde) die over de Matawai kwam.
De granman van de Matawai is sinds 2011 Lesley Valentijn.

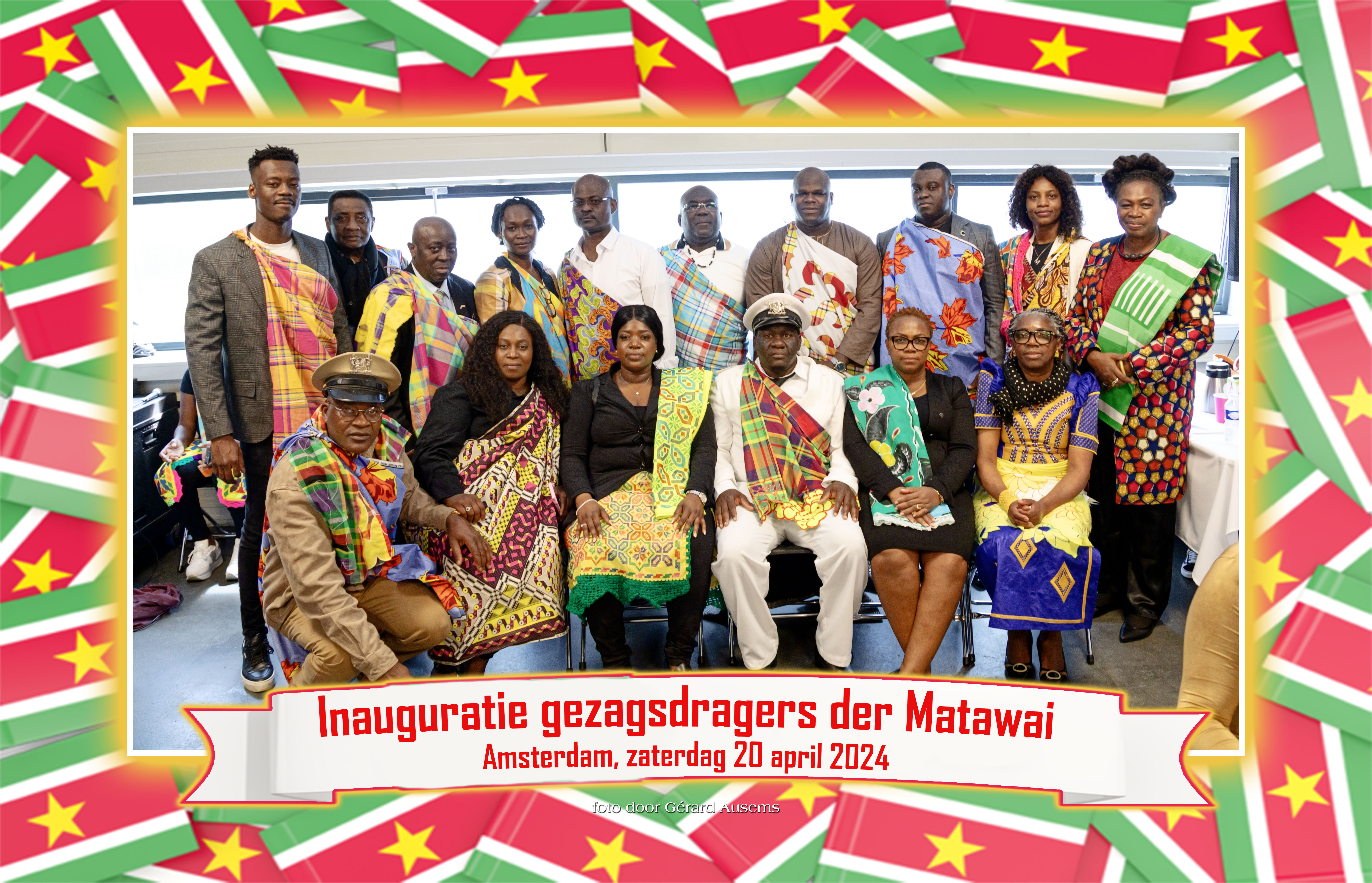
Officiële inauguratie van gezagdragers van de Matawai te Amsterdam zuidoost op zaterdag 20 april 2024